# Inocarpus
Inocarpus là một chi thực vật nhỏ thuộc phân họ Faboideae của họ Fabaceae. Chi này có ba loài, phân bố ở Malesia.

## Các loài
- Inocarpus fagifer (Parkinson ex Zollinger) Fosberg - Tahitian Chestnut
- Inocarpus glabellus Adema
- Inocarpus papuanus Kostermans

## Hình ảnh

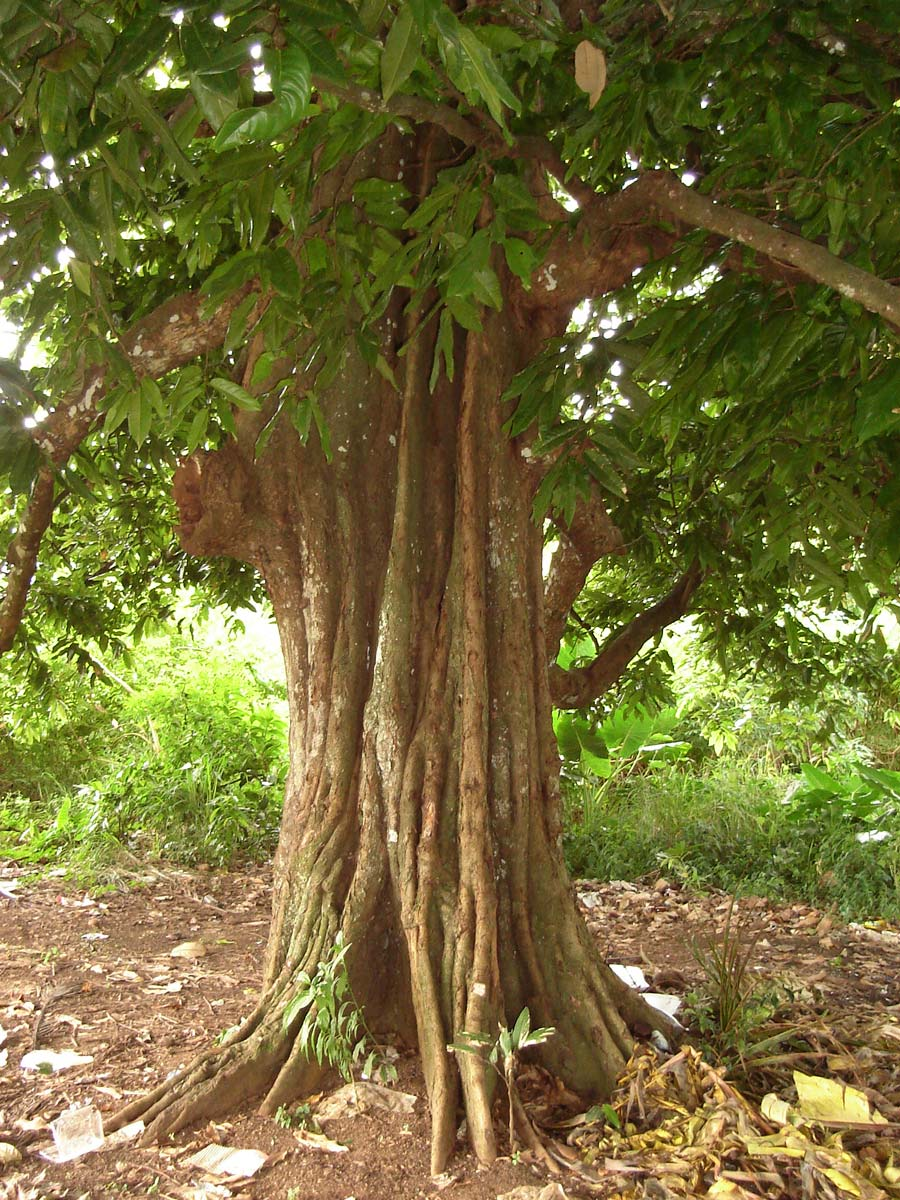
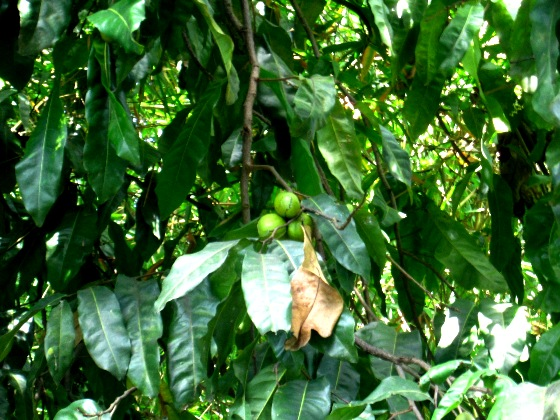